# Pica
Píca (italijansko pizza) je jed italijanske kuhinje iz vzhajanega testa, obloženega predvsem s paradižnikovim pirejem in sirom (originalno mozzarella). Začinimo jo z baziliko ali origanom in spečemo v peči. Taka osnovna vrsta pice ima vse barve italijanske zastave in se imenuje po soprogi prvega italijanskega kralja Umberta I, Margeriti - pica margerita. Danes dodamo še druge dodatke.
Današnja pica izvira iz Neaplja.

## Zgodovina
Pica je bila v 19. stoletju hrana revnih ljudi. Po ovinku preko ZDA se je razširila po vsem svetu.
K nastanku pice so bistveno vplivali Etruščani na severu in Grki na jugu Italije. Ti so na vročem kamnu poleg ognja pekli testo.
Prvo pico z oblogo iz paradižnikov so spekli okrog leta 1750. Leta 1830 so odprli najstarejšo, še danes delujočo picerijo. To je Pizzeria Port' Alba v Neaplju. 1889 je nastala prva dostavna služba za pice za kralja Umberta in soprogo Margerito.
Prve pice v Ljubljani in Sloveniji so prodajali v gostilni Kora-bar, prva prava picerija Parma pa je odprla vrata 1974.

## Priprava
Zaradi kratkega časa peke jo pogosto uvrščajo med hitro hrano, kar pa nikakor ni, predvsem če jo pripravljate sami.
Združenje Associazione vera pizza napoletana si prizadeva za ohranitev standardov pri pripravi pice.
Ta pravila so:
- testo smemo izdelati samo iz moke,  kvasa, soli in vode. To pomeni, da kvasu ne smemo dodati sladkorja in zato testo počasneje vzhaja
- premer je lahko največ 32 cm, pica mora biti okrogla
- testo se lahko gnete le z rokami, pri tem se ne sme segreti
- dno se lahko poravna le z rokami
- pri peki mora ležati direktno na kamnitem dnu peči
- peč mora biti zidana in se lahko kuri le z dobrim lesom
- temperatura mora biti najmanj 400 °C (električne in oljne peči dosežejo le 250 – 300 °C).
- pica mora imeti dvignjen rob in mora biti dobro pečena.

Tako pico pečemo le 1 minuto, v električnih pečeh se peče veliko dlje.